# Alana ou le futur imparfait
Alana ou le futur imparfait (The Girl from Tomorrow) est une série télévisée australienne en 24 épisodes de 24 minutes créée par Mark Shirrefs et John Thomson, et diffusée entre le 5 janvier 1992 et le 29 septembre 1993 sur Nine Network.
Au Québec, la série a été diffusée à partir du 10 septembre 1992 à la Télévision de Radio-Canada, en Suisse sur TSR 1, et en France à partir du 11 décembre 1995 sur France 3 ainsi que sur Canal J.

## Synopsis
En l'an 3000, des scientifiques rendent possible le voyage dans le temps. Leur but est de remonter en 2500, période sur laquelle ils n'ont que peu d'information. Mais le premier essai de la machine temporelle se passe mal : un criminel de 2500 débarque en l'an 3000 et kidnappe la jeune Alana. Ensemble, ils remontent le temps jusqu'en 1990.

## Distribution

### Acteurs principaux
- Katharine Cullen (VF : Barbara Tissier) : Alana
- Melissa Marshall (VF : Amélie Morin) : Jenny Kelly
- John Howard : Silverthorn
- Helen O'Connor : Irene Kelly
- Andrew Clarke : James Rooney
- James Findley (VF : Odile Schmitt) : Peter « Petey » Michael Francis Kelly
- Miles Buchanan (en) : Eddie

### Acteurs récurrents et invités
- Monroe Reimers : Bruno (3 épisodes)
- Helen Jones (en) : Tulista (saison 1, épisodes 1, 3 et 12)
- Pauline Chan (en) (VF : Claude Chantal) : Arva (saison 1, épisodes 1 et 12)
- Andy Devine (en) : M. Corbett (saison 1, épisode 2)
- Grant Dodwell (en) : Mark Johnson (saison 1, épisodes 3, 8 et 9)

## Épisodes

### Première saison (1992)
1. Future Shock
2. A Primitive and Dangerous Time
3. Sanctuary
4. Sweetness and Fright
5. Don't Tell Mum
6. Computer Games
7. Stake-Out
8. Newsprobe
9. Truth and Lies
10. Betrayed
11. Captain Zero Strikes Again
12. Last Stand at Kelly Deli

### Deuxième saison (1993)
1. A Time Without Vegemite
2. The End of Everything
3. The Other Alana
4. The Time Gate
5. Sucked Into the Future
6. The Grandmother of Invention
7. Escape from Globecorp
8. A Chase Through Time
9. Showdown at 'Eddie's Pools'
10. In the Nick of Time
11. The Great Disaster Begins
12. Kings of the Dinosaurs